# Coptosia demelti
Coptosia demelti là một loài bọ cánh cứng trong họ Cerambycidae.